# Parque nacional de Zinave
El Parque nacional de Zinave (en portugués: Parque nacional do Zinave) es un área protegida en la provincia de Inhambane, en el país africano de Mozambique, creado por decreto el 26 de junio de 1973.
El parque se extiende al sur del río Save, en la provincia de Inhambane, con una superficie de 4.000 kilómetros cuadrados (1.500 millas cuadradas). Fue proclamado por primera vez como zona de caza en 1962, a cargo de Mozambique Safariland, y fue promovido a un parque nacional inicialmente en 1972.